# Манзон, Робер
Робе́р Манзо́н  (фр. Robert Manzon; 12 апреля 1917, Марсель — 19 января 2015, Кассис) — французский автогонщик, пилот Формулы-1. Участвовал в двадцати девяти Гран-при Чемпионата мира Формулы-1 (дебютировав 21 мая 1950 года на Гран-при Монако). За время карьеры дважды занимал третье место, набрал шестнадцать очков в официальном зачете. Прожил дольше всех из участников дебютного сезона Формулы 1 1950 года.

## Результаты в Формуле-1
| Легенда к таблице |                                                                    |
| --- | ------------------------------------------------------------------ |
| В таблице перечислены результаты всех Гран-при Формулы-1, в которых принимал участие гонщик. Строками таблицы являются сезоны, столбцами — этапы чемпионата мира. В каждой клетке указаны сокращённое название этапа и результат, дополнительно обозначенный цветом. Расшифровка обозначений и цветов представлена в нижеследующей таблице. |                                                                    |
| \| Пример \| Описание \| \| ------------ \| ------------------------------------------------------------------ \| \| 1 \| Победитель \| \| 2 \| Второе место \| \| 3 \| Третье место \| \| 5 \| Финишировал, заработав очки \| \| Сход \| Не финишировал, но при этом заработал очки \| \| 12 \| Финишировал, не получив очков \| \| НКЛ \| Финишировал, но не попал в финальную классификацию \| \| 15 \| Участвовал вне зачёта, либо по отдельной классификации \| \| 18 \| Не финишировал, но попал в финальную классификацию \| \| Сход \| Не финишировал \| \| НКВ \| Не прошёл квалификацию \| \| НПКВ \| Не прошёл предквалификацию \| \| ДСК \| Дисквалифицирован \| \| ИСК \| Исключён из протокола соревнований \| \| ТТ \| Заявлен для участия только в тренировках \| \| НС \| Участвовал в квалификации, но не стартовал в гонке \| \| Т \| Травмирован или болен \| \| ОТК \| Отказ от участия \| \| НТР \| Прибыл на соревнования, но на трассу не выезжал \| \| НПР \| Был заявлен в числе участников, но не прибыл к началу соревнований \| \| О \| Соревнования отменены \| \| \| Не участвовал \| \| Поул-позиция \| \| \| Быстрый круг \| \| |                                                                    |
| Пример | Описание                                                           |
| 1 | Победитель                                                         |
| 2 | Второе место                                                       |
| 3 | Третье место                                                       |
| 5 | Финишировал, заработав очки                                        |
| Сход | Не финишировал, но при этом заработал очки                         |
| 12 | Финишировал, не получив очков                                      |
| НКЛ | Финишировал, но не попал в финальную классификацию                 |
| 15 | Участвовал вне зачёта, либо по отдельной классификации             |
| 18 | Не финишировал, но попал в финальную классификацию                 |
| Сход | Не финишировал                                                     |
| НКВ | Не прошёл квалификацию                                             |
| НПКВ | Не прошёл предквалификацию                                         |
| ДСК | Дисквалифицирован                                                  |
| ИСК | Исключён из протокола соревнований                                 |
| ТТ | Заявлен для участия только в тренировках                           |
| НС | Участвовал в квалификации, но не стартовал в гонке                 |
| Т | Травмирован или болен                                              |
| ОТК | Отказ от участия                                                   |
| НТР | Прибыл на соревнования, но на трассу не выезжал                    |
| НПР | Был заявлен в числе участников, но не прибыл к началу соревнований |
| О | Соревнования отменены                                              |
| | Не участвовал                                                      |
| Поул-позиция |                                                                    |
| Быстрый круг |                                                                    |

| Сезон | Команда              | Шасси                 | Двигатель       | Ш | 1        | 2        | 3     | 4        | 5        | 6        | 7        | 8        | 9        | Место | Очки |
| ----- | -------------------- | --------------------- | --------------- | - | -------- | -------- | ----- | -------- | -------- | -------- | -------- | -------- | -------- | ----- | ---- |
| 1950  | Equipe Simca Gordini | Simca-Gordini Type 15 | Gordini 1,5 L4С | Е | ВЕЛ      | МОН Сход | 500   | ШВА      | БЕЛ      | ФРА 4    | ИТА Сход |          |          | 14    | 3    |
| 1951  | Equipe Simca Gordini | Simca-Gordini Type 15 | Gordini 1,5 L4С | Е | ШВА      | 500      | БЕЛ   | ФРА Сход | ВЕЛ      | ГЕР 7    | ИТА Сход | ИСП 9    |          | —     | 0    |
| 1952  | Equipe Gordini       | Gordini Type 16       | Gordini 2,0 L6  | Е | ШВА Сход | 500      | БЕЛ 3 | ФРА 4    | ВЕЛ Сход | ГЕР Сход | НИД 5    | ИТА 14   |          | 6     | 9    |
| 1953  | Equipe Gordini       | Gordini Type 16       | Gordini 2,0 L6  | Е | АРГ Сход | 500      | НИД   | БЕЛ      | ФРА      | ВЕЛ      | ГЕР      | ШВА      | ИТА      | —     | 0    |
| 1954  | Equipe Rosier        | Ferrari 625           | Ferrari L4      | P | АРГ      | 500      | БЕЛ   | ФРА 3    | ВЕЛ Сход | ГЕР 9    |          | ИТА Сход | ИСП Сход | 15    | 4    |
| 1954  | Scuderia Ferrari     | Ferrari 553           | Ferrari L4      | P |          |          |       |          |          |          | ШВА НС   |          |          | 15    | 4    |
| 1955  | Equipe Gordini       | Gordini Type 16       | Gordini 2,0 L6  | Е | АРГ      | МОН Сход | 500   | БЕЛ      | НИД Сход | ВЕЛ Сход | ИТА      |          |          | —     | 0    |
| 1956  | Equipe Gordini       | Gordini Type 16       | Gordini 2,0 L6  | Е | АРГ НПР  | МОН Сход | 500   | БЕЛ      |          |          |          |          |          | —     | 0    |
| 1956  | Equipe Gordini       | Gordini Type 32       | Gordini 2,0 L8  | Е |          |          |       |          | ФРА 9    | ВЕЛ 9    | ГЕР Сход | ИТА Сход |          | —     | 0    |